# Судирман
Судирман (индон. Sudirman, Soedirman; 24 января 1916 — 29 января 1950) — индонезийский военный деятель, главнокомандующий Национальной армией Индонезии, возглавлявший вооружённые силы страны в период войны за независимость. Первый и, по состоянию на начало 2015 года, самый молодой генерал в индонезийской армии. Национальный герой Индонезии.
Родился в деревне Бодас-Карангьяти в Восточной Яве; в 1916 году переехал в Чилачап, где был передан родителями на воспитание дяде. Учился в средней школе Виротомо, позже поступил в педагогический колледж мусульманской организации «Мухаммадия», однако был вынужден бросить учёбу из-за недостатка средств. С 1936 года работал сначала учителем, затем директором в начальной школе «Мухаммадии». После японской оккупации Индонезии продолжил преподавательскую работу, оставив её в 1944 году, после поступления на службу в ополчение ПЕТА. В ПЕТА был командиром батальона; демонстрировал верность японцам, подавив антияпонское восстание своих сослуживцев, однако после его подавления был интернирован оккупационными властями.
После провозглашения независимости Индонезии стал командующим Пятой дивизией индонезийской армии. 12 ноября 1945 года на съезде командования армии избран главнокомандующим. 18 декабря утверждён на этом посту президентом Сукарно; большую роль в признании индонезийским руководством полководческого таланта Судирмана сыграла его победа в битве при Амбараве. Во время войны за независимость Индонезии был сторонником жёсткой линии в отношениях с Нидерландами, выступал против любых соглашений с бывшей метрополией и за войну с ней до победного конца. В декабре 1948 года, после захвата голландцами временной столицы страны — Джокьякарты, возглавил антиголландское партизанское движение. Под его руководством индонезийские партизаны нанесли значительный материальный ущерб врагу, а также способствовали падению международного авторитета Нидерландов, что в итоге вынудило нидерландское правительство пойти на переговоры. Наиболее известной партизанской акцией того времени считается спланированная Судирманом операция по возвращению Джокьякарты, проведённая 1 мая 1949 года. После завершения активной фазы гражданской войны отошёл от дел из-за обострения туберкулёза; скончался от него 29 января 1950 года в Магеланге, похоронен в Джокьякарте на кладбище героев Кусуманегара.
Фигура Судирмана пользуется значительным уважением в Индонезии: в честь него названы множество улиц, по всей стране есть памятники ему и музеи в его честь. Кроме того, Судирман изображается на банкнотах национальной валюты — индонезийской рупии. 10 декабря 1964 года ему было присвоено звание Национального героя Индонезии.

## Ранние годы жизни
Судирман родился в деревне Бодас-Карангьяти (индон. Bodas Karangjati, (район Рембанг, округ Пурбалинга, провинция Центральная Ява), в семье Карсида Картавираджи (индон. Karsid Kartawiraji) и его жены Сийем (индон. Siyem). Его родители переселились в Рембанг в 1915 году из деревни Пурбалинга, где Карсид работал на голландской плантации сахарного тростника: по одним данным, он самостоятельно покинул плантацию, по другим — был уволен. Семье будущего генерала пришлось пешком проделать 145-километровый путь из Пурбалинги в Бодас-Карангьяти, в это время Сийем уже была беременна. К моменту рождения ребёнка его семья жила в доме Тарсем (исл. Tarsem), сестры Сийем, бывшей одной из трёх жён главы района Рембанг радена Чокросунарьо (индон. Cokrosunaryo). Согласно семейным записям, Судирман, названный так в честь дяди, родился в воскресенье «пон» месяца Маулуд по яванскому календарю; позже правительство Индонезии установило дату рождения Судирмана как 24 января 1916 года. Вскоре после рождения Судирман, с согласия родителей, был усыновлён Чокросунарьо, не имевшим собственных детей, и получил от него по праву наследства титул радена; до 18 лет Судирман не знал о своём усыновлении. Когда в конце 1916 года Чокросунарьо ушёл со своего поста, они с семьёй Судирмана переехали в Чилачап, где у Карсида и Сийем вскоре родился ещё один сын, Мухаммад Саминган (индон. Muhammad Samingan). Когда Судирману было шесть лет, его отец умер, после чего Сийем оставила детей на попечение Чокросунарьо и уехала в свою родную деревню Паракан-Онье (индон. Parakan Onje).
У Чокросунарьо Судирман получил хорошее домашнее образование, изучал историю и этикет. Он был ревностным мусульманином; под руководством киая Хаджи Кахара (индон. Hajji Qahar) он изучал основы ислама; ему было доверено читать азан и икамат. Когда ему исполнилось семь лет, Судирман был зачислен в нидерландскую школу для коренного населения (индон. Hollandsch-Inlandsche School) в Пурвокерто, где он учился средне. В это время его семья жила небогато; во время пребывания на посту главы района Чокросунарьо не смог заработать состояние и был вынужден устроиться распространителем швейных машин фирмы «Зингер» в Чилачап.
На пятом году обучения в школе Судирман подал прошение о переводе в другую школу в связи со сложными отношениями с классом; большинство его одноклассников происходило из знатных яванских семей, и им не нравилось низкое происхождение Судирмана. Первоначально ему было отказано в этой просьбе; однако на седьмом году обучения его перевели в среднюю школу просветительского движения Таман Сисва (индон. Taman Siswa — Сад учащихся). Ещё год спустя, после того как школа Таман Сисва потеряла государственную регистрацию, он поступил в среднюю школу Виротомо (индон. Wirotomo — Главные ворота). В Виротомо Судирман занимался прилежно: его учитель Суварджо Тиртосупоно (индон. Suwarjo Tirtosupono) позднее вспоминал, что он начал изучать программу второго семестра ещё до окончания первого. Также в Виротомо произошло становление политических взглядов Судирмана; большинство учителей в школе были индонезийскими националистами, и их идеи оказали на будущего генерала большое влияние. Судирман испытывал трудности при изучении яванской каллиграфии, однако прекрасно успевал по математике, нидерландскому и индонезийскому языкам. Изучая основы ислама под руководством радена Мохамада Холила (индон. Raden Mohamad Kholil), он стал довольно религиозным человеком и часто читал проповеди другим учащимся, за что получил от них прозвище «хаджи». Также Судирман участвовал в школьной музыкальной труппе и в школьной футбольной команде, где был защитником. В 1934 году Чокросунарьо скончался; к этому времени Судирману осталось доучиться год, и руководство школы, в знак признания его заслуг в учёбе, разрешило ему бесплатно доучиться до окончания школы. Также после смерти отчима Судирман стал посвящать больше времени молитвам и изучению сунны. В возрасте 19 лет он начал вести уроки в Виротомо, одновременно заканчивая своё обучение.
Во время обучения в Виротомо Судирман вступил в ряды скаутского движения Хизбул Ватхан (индон. Hizboel Wathan) — молодёжного крыла мусульманской просветительской организации «Мухаммадия». После окончания школы он стал руководителем чилачапского отделения Хизбул Ватхан, в подчинении которого находилось несколько групп скаутов. Под его руководством в чилачапском отделении была введена дисциплина, близкая по строгости к военной. Также Судирман неоднократно подчёркивал важность религиозного воспитания своих подчинённых; по его инициативе представители Чилачапа неоднократно участвовали в конференциях по религиозным вопросам, проводимых «Мухаммадией» на Яве.

## Преподавательская работа и общественная деятельность
После окончания Виротомо Судирман поступил в педагогический колледж «Мухаммадии» в Суракарте, однако год спустя был вынужден бросить обучение из-за недостатка средств. В 1936 году он вернулся в Чилачап и устроился преподавать в начальной школе «Мухаммадии», продолжая при этом изучать педагогику под руководством своих бывших учителей из Виротомо. В том же году он женился на своей бывшей однокласснице Алфии (индон. Alfiah), дочери богатого торговца батиком радена Састроатмоджо (индон. Raden Sastroatmojo); после свадьбы Судирман поселился в доме тестя. В семье Судирмана и его супруги родилось трое сыновей — Ахмад Тидарвоно (индон. Ahmad Tidarwono), «Мухаммад» Тегух Бамбанг Чахьяди (индон. Muhammad Teguh Bambang Tjahjadi) и Тауфик Эффенди (индон. Taufik Effendi) — и четыре дочери — Диди Праптиастури (индон. Didi Praptiastuti), Диди Сучжиати (индон. Didi Sutjiati), Диди Пучиати (индон. Didi Pudjiati) и Тити Вахьюти Сатьянингрум (индон. Titi Wahjuti Satyaningrum).
Уроки Судирмана пользовались большой популярностью; впоследствии один из его учеников охарактеризовал его как справедливого и терпеливого учителя. На своих уроках Судирман рассказывал школьникам о человеческой морали, приводя в качестве примеров жизнеописания исламских пророков и персонажей традиционного яванского театра теней ваянг. После нескольких лет преподавательской работы Судирман стал директором школы, несмотря на отсутствие у него сертификата учителя, необходимого для этой должности. На посту директора он проявил себя как умеренный и демократичный лидер, способный улаживать конфликты между своими подчинёнными. Также он активно участвовал в сборе средств на нужды своей школы и на строительство новых учебных заведений.
Наряду с преподавательской работой, Судирман продолжал заниматься общественной деятельностью в молодёжной организации «Мухаммадии», заслужив там репутацию прекрасного переговорщика, способного уладить любой конфликт. В конце 1937 года он был избран председателем Баньюмасского окружного отделения молодёжной структуры «Мухаммадии», а позже стал курировать отделения на всей Центральной Яве. В своей работе он по-прежнему уделял большое внимание религиозному воспитанию молодёжи, сам читал проповеди в мечети. Его жена Алфия состояла в женской организации «Мухаммадии» — Нашатул Айшья (индон. Nasyiatul Aisyiyah).

## Японская оккупация Индонезии

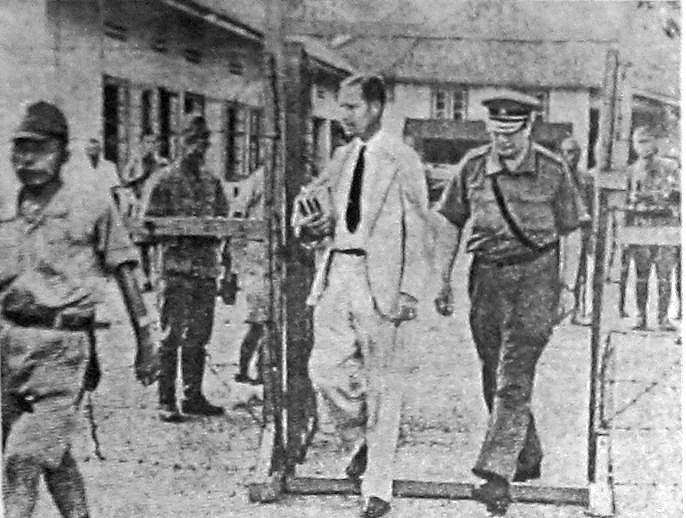
Генерал-губернатор Голландской Ост-Индии Чарда ван Стархенборг-Стахаувер и командующий Королевской голландской ост-индской армией генерал Хейн тер Портен конвоируются японскими солдатами в лагерь для интернированных лиц

В 1940 году Третий рейх вторгся в Нидерланды и за короткий срок полностью оккупировал их. Нидерландское правительство, разместившееся в эмиграции в Лондоне, опасалось возможного вторжения Японии — союзницы Германии — в Голландскую Ост-Индию. Колониальной администрации было поручено организовать отряды противовоздушной обороны (нидерл. Lucht Beschermings Dienst) на территории колонии, привлекая к её организации не только европейцев, но и туземцев. Судирману, как человеку, пользовавшемуся немалым уважением в городе, было поручено возглавить ПВО Чилачапа. Под его руководством проводилось обучение горожан технике безопасности в случае авианалёта, по всему городу были созданы сторожевые посты ПВО. Помощь в подготовке города к обороне оказывали и ВВС Королевской голландской ост-индской армии (КНИЛ), сбрасывавшие на землю различные грузы в качестве имитации бомбардировок; эти действия были призваны помочь горожанам закрепить знания, полученные на занятиях по технике безопасности.
Японское вторжение в Индонезию началось в январе 1942 года, и уже 9 марта 1942 года генерал-губернатор Чарда ван Стархенборг-Стахаувер и командование КНИЛ капитулировали. Оккупационные власти закрыли все частные школы, в том числе и школу Судирмана в Чилачапе — здание, где она находилась, было передано в распоряжение японской армии. По другим данным, школа была закрыта ещё голландскими властями. Позже Судирман добился разрешения оккупационных властей на повторное открытие школы. Кроме педагогической деятельности, он также участвовал в работе ряда общественных и гуманитарных организаций, в частности, возглавил организацию «Народная кооперация Индонезии» (индон. Koperasi Bangsa Indonesia). Активная общественная деятельность позволила ему ещё более укрепить свой авторитет среди жителей Чилачапа.
В 1943 году Судирман по предложению оккупационных властей вошёл в состав административного совета (яп. Syu Sangikai) округа Чилачап. В начале 1944 года он вступил в ряды ополчения ПЕТА (индон. PETA, от индон. Pembela Tanah Air — Защитники Отечества), набиравшегося японскими властями из индонезийцев. В Богоре он прошёл четырёхмесячный курс обучения военному делу, которое велось японскими инструкторами с использованием вооружения, захваченного у голландцев. В процессе обучения инструкторы заметили организационные способности Судирмана и вскоре назначили его командиром (яп. daidanco) подразделения новобранцев уровня взвода. После окончания обучения он был назначен командиром батальона ПЕТА в Кроя, дислоцированного неподалёку от Чилачапа.
21 апреля 1945 года подразделение ПЕТА под командованием Кусэри (индон. Kusaeri) восстало против японцев. Батальон Судирмана совместно с японскими войсками участвовал в операции против повстанцев; Судирман согласился участвовать в ней только после того, как японцы дали гарантии непричинения вреда повстанцам после их поимки. Столкнувшись с батальоном Судирмана, повстанцы открыли огонь, однако Судирман убедил их сдаться, пообещав, что они не понесут наказания за мятеж; впоследствии японцы не выполнили обещание Судирмана и казнили Кусэри по приговору военного трибунала. Этот эпизод способствовал росту авторитета Судирмана среди японцев, хотя ряд высокопоставленных офицеров оккупационных войск высказывали озабоченность по поводу националистических взглядов молодого командира. После этих событий батальон Судирмана перевели в тренировочный лагерь в Богоре, якобы для дальнейшей военной подготовки, однако вместо обучения военному делу солдат использовали на тыловых работах.

## Война за независимость Индонезии

### Начало службы в индонезийской армии

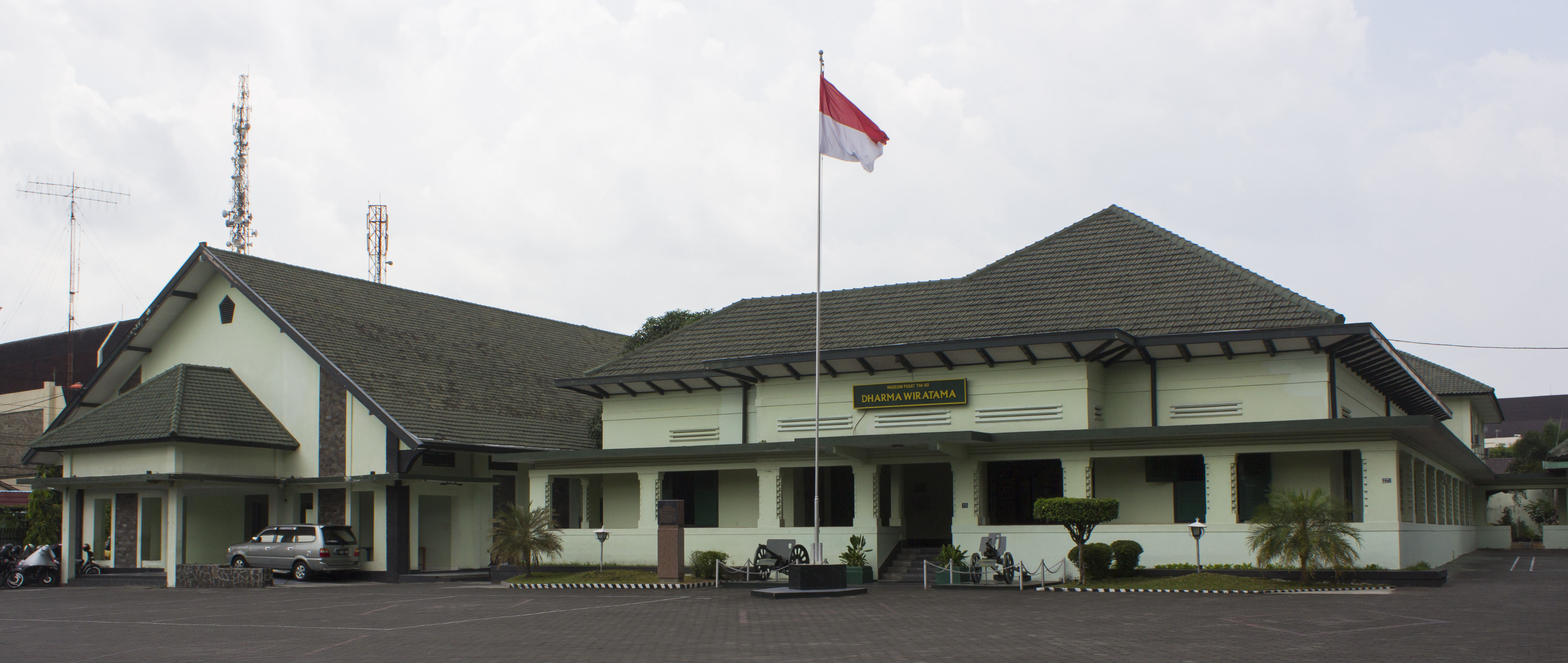
Здание первой штаб-квартиры Армии народной безопасности Индонезии, ныне — музей Дхарма Виратама. Гондокусуман, Джокьякарта

17 августа 1945 года была провозглашена независимость Индонезии; вскоре после этого Судирмана и его солдат освободили из лагеря в Богоре. После освобождения бойцы батальона Судирмана предложили своему командиру начать боевые действия против японцев, но он отказался, сочтя силы своего подразделения недостаточными. Приказав своим подчинённым разойтись по домам, Судирман отправился в Джакарту. Там он встретился с президентом Сукарно, который предложил ему руководить обороной города от возможного нападения японцев. Судирман отказался от этого предложения, объяснив это недостаточным знанием Джакарты, и попросил президента назначить его руководителем обороны в Кроя. 19 августа 1945 года он прибыл на своё прежнее место службы.
Нидерланды при поддержке Великобритании предприняли попытку вернуть себе свою бывшую колонию: осенью в различных районах Индонезии начали высаживаться голландские и британские войска. В этих условиях началось формирование первых вооружённых формирований Республики Индонезии. В конце августа решением Сукарно был создан Корпус народной безопасности (КНБ; индон. Badan Keamanan Rakjat, BKR), выполнявший главным образом полицейские функции: правительство не спешило с формированием полноценных вооружённых сил, опасаясь спровоцировать конфликт с всё ещё остававшимися в стране японцами. Личный состав КНБ был набран из бывших военнослужащих КНИЛ, ПЕТА и подразделений Хэйхо. Судирман и его сослуживцы по ПЕТА создали подразделение КНБ в Кроя. Вскоре состоялась встреча руководства подразделения, представленного Судирманом и Искаком Чокроадисурьо (индон. Iskak Cokroadisuryo), с командующим японскими войсками в этом районе Сабуро Тамура (яп. Saburo Tamura) и руководителем местной японской гражданской администрации Ивашиге (яп. Iwashige), по итогам которой Тамура согласился сложить оружие и сдаться индонезийцам. Оружие, конфискованное у японцев, было роздано бойцам Судирмана, что сделало его подразделение одним из наиболее хорошо вооружённых в КНБ. Излишки оружия были распределены по другим подразделениям.
5 октября 1945 года Сукарно подписал указ о создании на базе КНБ полноценных вооружённых сил Индонезии — Армии народной безопасности (АНБ; индон. Tentara Keamaanan Rakjat, TKR). Костяк офицерского корпуса новой армии составили бывшие военнослужащие КНИЛ, в то время как рядовой и сержантский состав был набран в основном из бывших бойцов ПЕТА и Хэйхо. Главнокомандующим АНБ был назначен Суприяди, однако он пропал без вести и не явился на занятие должностей; исполняющим обязанности главкома стал начальник штаба АНБ Урип Сумохарджо. В октябре под предлогом разоружения японцев и освобождения голландских военнопленных в Семаранге высадились британские войска; позже они заняли Магеланг. Когда британцы начали перевооружение освобождённых из плена голландцев и строительство военной базы в Семаранге, Судирман, к тому времени имевший звание полковника, отправил против них войска под командованием подполковника Исдимана (индон. Isdiman). После атаки Исдимана голландцы и британцы отступили к Амбараве — городу, находящемуся на полпути между Магелангом и Семарангом. 20 октября приказом Урипа Сумохарджо в рамках создания командной структуры АНБ на Яве было образовано десять дивизий; Судирман был назначен командующим Пятой дивизии, в зону ответственности которой входили округа Кеду и Баньюмас.

### Назначение главнокомандующим
12 ноября 1945 года состоялся первый съезд командования АНБ, на котором прошли выборы нового главнокомандующего. В третьем туре выборов Судирман победил Урипа Сумохарджо, набрав 22 голоса против 21 голоса у своего соперника. Определённую роль в победе Судирмана сыграли голоса представителей Суматры, которые проголосовали за него, дабы избежать избрания Урипа. Первоначально Судирман отказался от должности главкома в пользу Урипа, мотивируя это своей молодостью (на тот момент ему было 29 лет) и недостатком командного опыта (к этому времени он прослужил всего два года), но съезд не принял его отказ. Согласившись принять должность, Судирман переназначил Урипа начальником штаба; впоследствии у них установились прочные партнёрские отношения. Тогда же Судирман получил генеральское звание. Однако для полноценного вступления в должность он должен был добиться одобрения своей кандидатуры у Сукарно; президент сомневался, целесообразно ли назначение на высший командный пост в армии человека с небольшим командным опытом, поэтому не спешил с одобрением. После съезда он вернулся в Баньюмас, в расположение Пятой дивизии, где, в ожидании президентского одобрения, занялся разработкой стратегии по отражению ожидаемого наступления интервентов. К этому времени голландско-британские части уже высадились на Яве, а в октябре — ноябре в районе Сурабаи произошло крупное сражение между ними и индонезийскими войсками.
В конце ноября Судирман приказал войскам Пятой дивизии атаковать позиции голландско-британских войск под Амбаравой; этот город имел стратегическое значение, в колониальный период там располагались казармы и военное училище. Командование операцией было вновь поручено Исдиману. Атака провалилась; удар авиации интервентов и последующие действия танковых частей заставили дивизию отступить с большими потерями. Исдиман погиб в ходе отступления, попав под обстрел вражеского самолёта P-51 Mustang. Позже Судирман лично командовал другой атакой на голландско-британские позиции. Его войска сражались со значительно превосходящими их в вооружении интервентами, будучи вооружёнными лишь бамбуковыми копьями и захваченными у японцев катанами; катаной был вооружён и сам Судирман. Интервенты, лишившиеся поддержки с воздуха после захвата индонезийцами аэродрома Калибантенг (индон. Kalibanteng) в Семаранге, укрылись в крепости Виллема II (индон. Benteng Willem II). После четырёхдневной осады они были вынуждены оставить крепость и отступить к Семарангу. Однако историк Ричард Макмиллан (англ. Richard McMillan) связывает отступление голландско-британских сил не с действиями войск Судирмана, а с выполнением британскими войсками, составлявшими наиболее боеспособную часть сил интервентов, своей основной задачи — освобождения британских военнопленных, находившихся в Индонезии.
Битва при Амбараве принесла Судирману общенациональную известность и убедила индонезийское руководство в том, что он несомненно обладает полководческим талантом, несмотря на недостаток командного опыта. 18 декабря 1945 года Сукарно утвердил его в должности главнокомандующего; его преемником на посту командующего Пятой дивизией стал полковник Сутиро (индон. Sutiro). Одним из первых мероприятий Судирмана в новом качестве стала реорганизация работы высшего командного состава; он сосредоточился на решении стратегических вопросов, в то время как над политическими и организационно-техническими вопросами работала специально созданная комиссия советников. Решение многих административных вопросов взял на себя начальник штаба Урип.

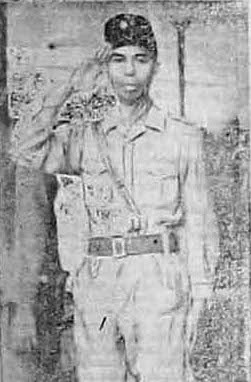
Судирман в начале 1946 года

Благодаря совместным усилиям Судирмана и Урипа к 1946 году в вооружённых силах была проведена унификация, превратившая конгломерат слабо связанных между собой партизанских и ополченческих соединений в единые вооружённые силы, которые получили название Армия Республики Индонезии (индон. Tentara Repoeblik Indonesia, TRI) В начале 1946 года были созданы военно-морские силы и военно-воздушные силы. 25 мая, после проведённой реорганизации вооружённых сил, Судирман был переназначен на пост главкома; на церемонии присяги он поклялся защищать Индонезию «до последней капли крови» (индон. sampai titi' darah jang penghabisan).
В 1946 году министром обороны Индонезии стал Амир Шарифуддин. Будучи социалистом, он попытался поставить армию под свой контроль и начать распространение в ней идей марксизма посредством политического воспитания солдат. Кроме того, он содействовал созданию полувоенных формирований (индон. Laskar), подчинённых руководству политических партий. Судирман и Урип резко осудили действия Шарифуддина, что повлекло за собой слухи, что Судирман готовит государственный переворот с целью смещения неугодного ему министра обороны и восстановления контроля над армией. Основанием для этих слухов стала попытка переворота 27 июня 1946 года, руководители которой оправдывали свои действия приказом, якобы полученным от Судирмана. Чтобы опровергнуть слухи о своём стремлении свергнуть существующий режим, в июле 1946 года Судирман выступил в эфире Радио Республики Индонезии, заявив, что он, как и все индонезийцы, является слугой государства, и если ему будет предложено вооружённым путём захватить власть, то он откажется. Также он подчеркнул, что армия не должна вмешиваться в политику, но, с другой стороны, и правительство не должно излишне вмешиваться в армейские дела.

### Переговоры с Нидерландами

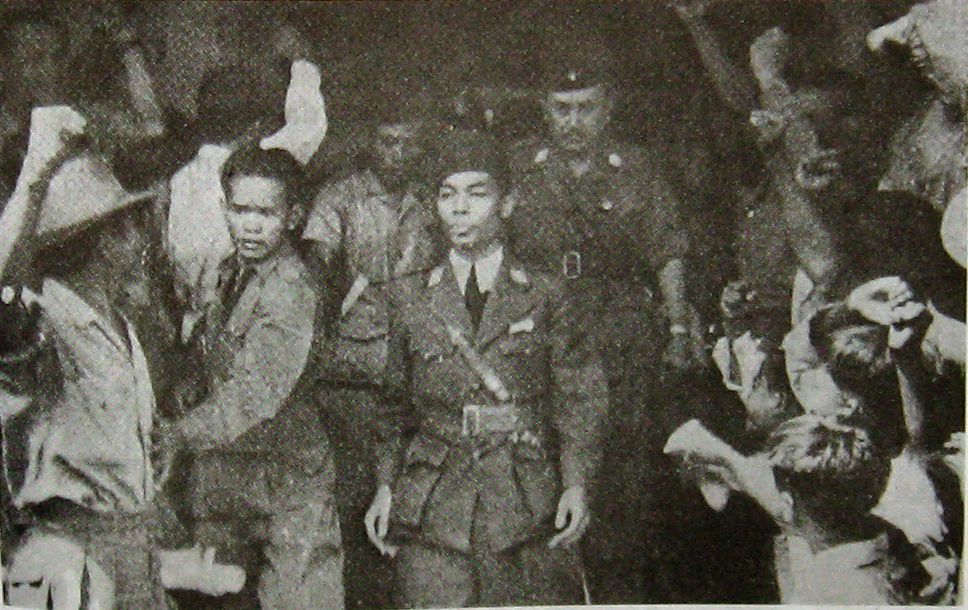
Прибытие Судирмана в Джакарту. 1 ноября 1946 года

В течение 1946 года правительство Индонезии вело переговоры с Нидерландами. 7 октября 1946 года в контролировавшейся голландцами Джакарте премьер-министр Индонезии Сутан Шарир и бывший премьер-министр Нидерландов Вим Схермергорн при посредничестве британского дипломата Майлса Лэмпсона начали переговоры о прекращении огня. В переговорах с индонезийской стороны принимал участие и Судирман, специально прибывший ради этого в Джакарту. Первоначально голландцы не разрешили ему въезд в город, требуя от него и сопровождавших его солдат сдачи оружия, однако Судирман отказался подчиниться и уехал обратно. Опасаясь срыва переговоров, голландцы принесли Судирману официальные извинения, и 1 ноября его поезд прибыл на джакартскую станцию Гамбир, где был восторженно встречен народными массами. Переговоры завершились 15 ноября подписанием Лингаджатского соглашения; 25 марта 1947 года, несмотря на сопротивление индонезийских националистов, оно было ратифицировано. Судирман, неоднократно высказываясь против условий соглашения, тем не менее, подчёркивал, что, состоя на военной службе, обязан выполнять приказы вне зависимости от своего личного отношения к ним.
В начале 1947 года под руководством Судирмана развернулась реорганизация вооружённых сил, нацеленная на объединение Армии Республики Индонезии с многочисленными партизанскими отрядами и полувоенными формированиями под контролем политических партий. Реорганизация завершилась 3 июля 1947 года, когда все вышеперечисленные формирования были объединены в Национальную армию Индонезии (НАИ; индон. Tentara Nasional Indonesia, TNI). Тем временем Нидерланды нарушили Лингаджатское соглашение и 21 июля 1947 года начали наступление на Республику Индонезию. Это наступление получило в историографии названия «первая полицейская акция» (нидерл. Eerste politionele actie, индон. Aksi Polisionil I) и «операция „Продукт“» (нидерл. Operatie Product, индон. Operasi Produk). Голландские войска быстро продвигались вглубь индонезийской территории, захватив значительные по площади районы Суматры и Явы. Судирман выступил с несколькими речами по радио, пытаясь поднять боевой дух солдат, однако это не дало ожидаемого эффекта.

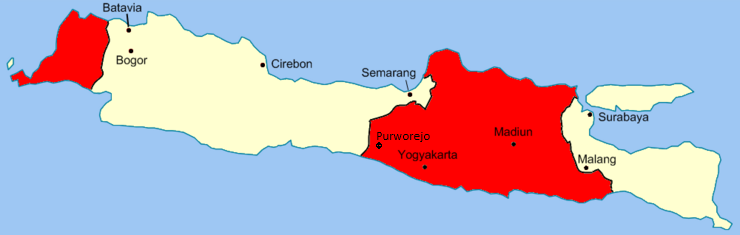
Индонезия в 1947 году. Линия ван Мука разделяет территории, контролируемые Республикой Индонезией (обозначены красным), и территории, контролируемые голландцами

Под давлением ООН, осудившей агрессию против Индонезии, 29 августа 1947 года Нидерланды были вынуждены прекратить наступление. Линия максимального продвижения нидерландских войск получила название линии ван Мука — в честь тогдашнего генерал-губернатора Голландской Ост-Индии Хубертуса ван Мука. Судирман отдал приказ партизанам, действующим за линией ван Мука, прекратить вооружённую борьбу и перейти на территорию, подконтрольную Индонезии; при этом он провёл аналогию с хиджрой — исходом Мухаммеда из Мекки в Медину, подразумевая, что в будущем антиголландская борьба возобновится. К 1948 году только с Западной Явы было выведено 35 тысяч индонезийских солдат и партизан. 17 января 1948 года было заключено Ренвильское соглашение, установившее линию ван Мука в качестве демаркационной линии между Нидерландами и Индонезией.
После того как в конце 1947 года его давний соперник Амир Шарифуддин занял пост премьер-министра, Судирман попал в опалу. 2 января 1948 года он был уволен с поста главнокомандующего и понижен в звании до генерал-лейтенанта; вместо него главкомом был назначен начальник штаба ВВС Сурьяди Сурьядарма. Определённую роль в опале Судирмана сыграло и то, что он выступил против программы сокращения численности армии, предложенной Шарифуддином. Когда правительство Шарифуддина получило вотум недоверия и новым премьер-министром стал Мохаммад Хатта, программа сокращения армии не была отменена, и Судирман остался в оппозиции к правительству, возглавляя группу высших офицеров — противников сокращения. Лишь 1 июня 1948 года он был задним числом восстановлен в должности главнокомандующего, однако звание генерала ему не было возвращено. Тогда же он назначил своим заместителем полковника Абдула Хариса Насутиона.
18 сентября 1948 года в городе Мадиун произошло восстание против правительства Хатты, возглавленное бывшим премьером Шарифуддином и одним из лидеров Коммунистической партии Индонезии Мановаром Муссо. Для переговоров с повстанцами Судирман послал делегацию, состоявшую из трёх офицеров во главе с Насутионом. Несмотря на то, что Шарифуддин и Муссо были готовы к переговорам, по приказу Насутиона правительственные войска подавили восстание и к 30 сентября овладели городом. Вскоре после этого Судирман посетил Мадиун; в письме жене он признавался, что не мог уснуть от ужаса перед огромным кровопролитием, совершённым в ходе подавления восстания.

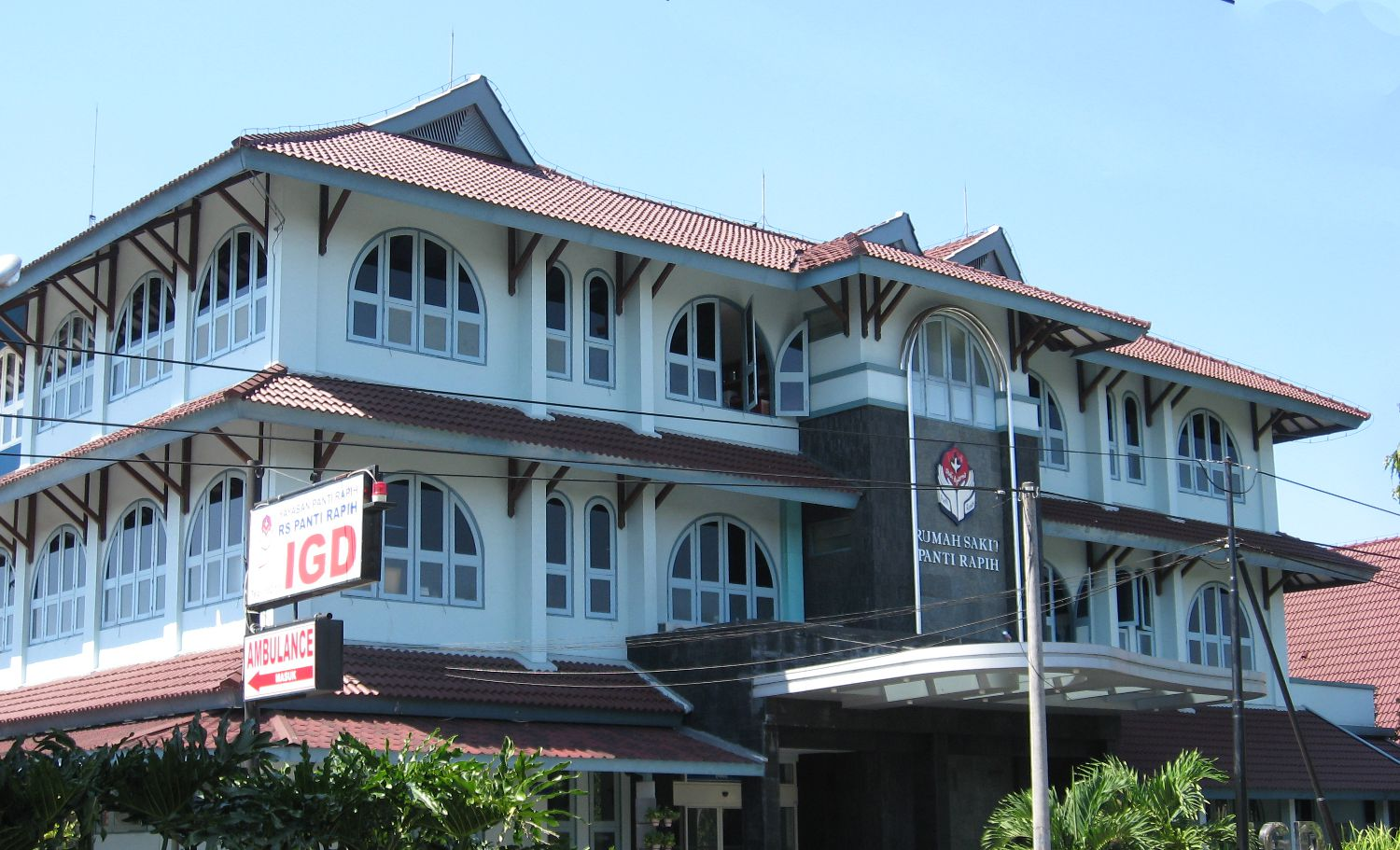
Больница Панти Рапих, в которой Судирман проходил лечение от туберкулёза

Нервное напряжение, вызванное Мадиунским восстанием и политической нестабильностью в стране, подорвало здоровье Судирмана. 5 октября 1948 года, после празднования третьей годовщины армии, Судирман упал в обморок. Вскоре врачи обнаружили у него туберкулёз: в конце октября он был доставлен в больницу Панти Рапих, где ему удалили правое лёгкое в надежде остановить развитие болезни. На время лечения Судирман передал большую часть своих полномочий главкома Насутиону; тем не менее, Насутион извещал его обо всём происходящем в армии и консультировался с ним по всем важным вопросам. 11 ноября Судирман издал приказ о развёртывании полномасштабной партизанской войны на территориях, захваченных голландцами; проект этого приказа был ранее подготовлен Насутионом. 28 ноября он был выписан из больницы и к 17 декабря полностью вернулся к своим должностным обязанностям.
После возвращения в строй Судирман издал приказ о переводе вооружённых сил в повышенную боевую готовность и проведении масштабных военных учений, призванных показать, что индонезийская армия обладает достаточной мощью для отражения голландской агрессии. Однако голландцы не приняли всерьёз эту демонстрацию силы. В ночь на 19 декабря голландские войска в нарушение мирной договорённости начали операцию по захвату временной столицы Индонезии — Джокьякарты, известную как Операция «Краай» (нидерл. Operatie Kraai — «Ворона»). В 7 часов 10 минут по местному времени джокьякартский аэродром Магуво был захвачен десантниками под командованием капитана Экхаута (нидерл. Eekhout). Судирман, узнав о голландской агрессии, выступил по радио, призвав солдат начать партизанскую борьбу против захватчиков.
Голландцы выдвинули индонезийским властям ультиматум: правительство Республики должно было отказаться от провозглашённой независимости и признать возвращение Индонезии под контроль колониальной администрации, в противном случае голландцы угрожали взять город штурмом. На совещании правительства, состоявшемся в президентском дворце в Джокьякарте, прошло обсуждение ультиматума. Судирман, также присутствовавший на совещании, призвал Сукарно и вице-президента Хатту покинуть Джокьякарту и руководить действиями партизан из более безопасного места, но это предложение было отвергнуто. Тогда Судирман, игнорируя рекомендации врачей, попросил президента разрешить ему отправиться в действующую армию; Сукарно удовлетворил его просьбу. Вскоре Джокьякарта была захвачена голландцами; члены правительства попытались укрыться в кратоне султана Джокьякарты Хаменгкубувоно IX, но были схвачены.

### Партизанская война
Получив от Сукарно одобрение своих действий, Судирман отправился домой, где сжёг все документы из личного архива, представляющие важность, дабы не допустить их попадания в руки голландцев. Затем, в сопровождении нескольких солдат и личного врача, он выбрался из оккупированной Джокьякарты и направился в деревню Кретек, остановившись на несколько дней у главы местной администрации. Жена Судирмана Алфия, по просьбе мужа, продала свои ювелирные украшения для финансирования планируемой партизанской деятельности. Из Кретека Судирман и его люди отправились на восток, вдоль южного побережья Явы, и через некоторое время разместились в Воногири. Жене и детям в целях их безопасности Судирман приказал остаться кратоне местного правителя. 23 декабря Судирман с сопровождением прибыл в Поногоро, где они остановились в доме Махфуза (индон. Mahfuz), киая и религиозного лидера. Махфуз подарил Судирману трость, чтобы он мог идти дальше; до этого ослабленный болезнью главнокомандующий передвигался на носилках.

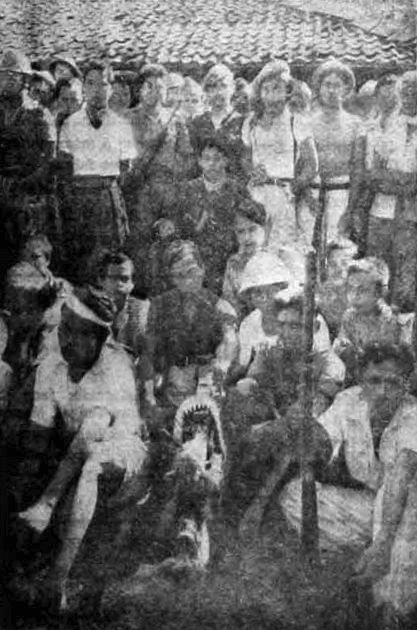
Судирман в окружении партизан

Неподалёку от Тренгалека Судирман и его люди были задержаны солдатами 102-го батальона НАИ, принявшими их за вражеских шпионов; внимание солдат привлекли карты и схемы передвижений индонезийских войск, бывшие в наличии у путников. Главнокомандующий был одет в гражданскую одежду, поэтому солдаты первоначально не признали его. Когда на место прибыл командир батальона майор Зайнал Фанани (индон. Zainal Fanani), он узнал Судирмана, принёс ему извинения за случившееся и предоставил автомобиль для дальнейшего путешествия. На машине Фанани группа Судирмана отправилась в Кедири; 24 декабря, вскоре после того, как они покинули этот город, голландцы совершили на него авианалёт.
По предложению своих спутников Судирман, дабы не допустить своего попадания в голландский плен, поменялся одеждой с сопровождавшим его вторым лейтенантом Херу Кессером (индон. Heru Kesser), обладавшим с ним большим внешним сходством. По его приказу Кессер с большей частью солдат из его отряда должен был идти на юг, а Судирман с оставшимися людьми — на север, в деревню Канангонгоко (индон. Karangnongko). Затем Кессер должен был вновь сменить одежду и также добраться со своими людьми до Канангонгоко. После воссоединения отряд Судирмана выдвинулся в деревню Джамбу, прибыв туда 9 января 1949 года. Встретив там трёх министров правительства, сумевших избежать голландского плена, — Супено, Сусанто Тиртопроджо и Сусиловати, Судирман бежал с ними в деревню Баньютуво (индон. Banyutuwo), оставив часть своих солдат в Джамбу для прикрытия своего отхода. В Баньютуво Судирман и его спутники провели более недели, однако 21 января, с приближением голландских войск, они были вынуждены покинуть и эту деревню. В это время в Индонезии был сезон дождей, и отряд Судирмана совершал все переходы между населёнными пунктами в условиях непрекращающегося ливня.
18 февраля Судирман и его люди прибыли в деревню Собо (англ. Sobo), расположенную неподалёку от горы Лаву. Вскоре там была размещена штаб-квартира партизан. Командир местного подразделения НАИ, подполковник Вилиатер Хутагалунг (индон. Wiliater Hutagalung) стал посредником при установлении связи между штабом партизан и другими индонезийскими вооружёнными формированиями. К этому времени здоровье Судирмана, расшатанное долгим путешествием через джунгли и нехваткой пищи, было серьёзно подорвано. Первоначально Судирман и Хутагалунг не хотели начинать полномасштабного наступления партизан на позиции голландцев, рассчитывая, что международное давление вновь вынудит Нидерланды прекратить интервенцию, однако затем они изменили своё решение. К этому времени в оккупированных районах активно циркулировали слухи о пленении Судирмана; распространяя их, голландцы надеялись сломить боевой дух индонезийцев.
Перед началом наступления по решению Судирмана был проведён военный совет, на котором присутствовали Хутагалунг, ряд армейских офицеров во главе с полковником Бамбангом Сугенгом (индон. Bambang Sugeng) и государственных чиновников во главе с Вонгсонегоро. 1 марта 1949 года индонезийцы одновременно атаковали голландские позиции по всей Центральной Яве. Войскам под командованием подполковника Сухарто, будущего президента страны, удалось на срок около шести часов захватить Джокьякарту, впоследствии отбитую голландцами. Этот успех индонезийских войск значительно поколебал международный авторитет Нидерландов: до этого голландские официальные лица неоднократно утверждали о полной и окончательной победе над индонезийцами. Вопрос о том, кто именно отдал приказ о наступлении, по-прежнему вызывает споры: и Судирман, и Сухарто приписывали этот приказ себе. Кроме того, в число возможных инициаторов наступления входит и Бамбанг Сугенг — согласно воспоминаниям его брата, приказ был отдан именно им.

Срочный приказ

No. 1/PB/D/48

1. Мы были атакованы.

2. 19 декабря 1948 года голландские войска атаковали город Джокьякарта и аэродром Магуво.

3. Голландское правительство сорвало соглашение о перемирии.

4. Все вооружённые силы должны действовать по ранее утверждённому плану с целью отражения голландской агрессии.

Оригинальный текст (индон.)Perintah Kilat

No. 1/PB/D/48

1. Kita telah diserang.

2. Pada tanggal 19 Desember 1948 Angkatan Perang Belanda menjerang kota Jogjakarta dan lapangan terbang Magoewo.

3. Pemerintah Belanda telah membatalkan persetoedjoean Gentjatan Sendjata.

4. Semoea Angkatan Perang mendjalankan rentjana jang telah ditetapkan oentoek menghadapi serangan Belanda.
(Imran 1980, С. 55)

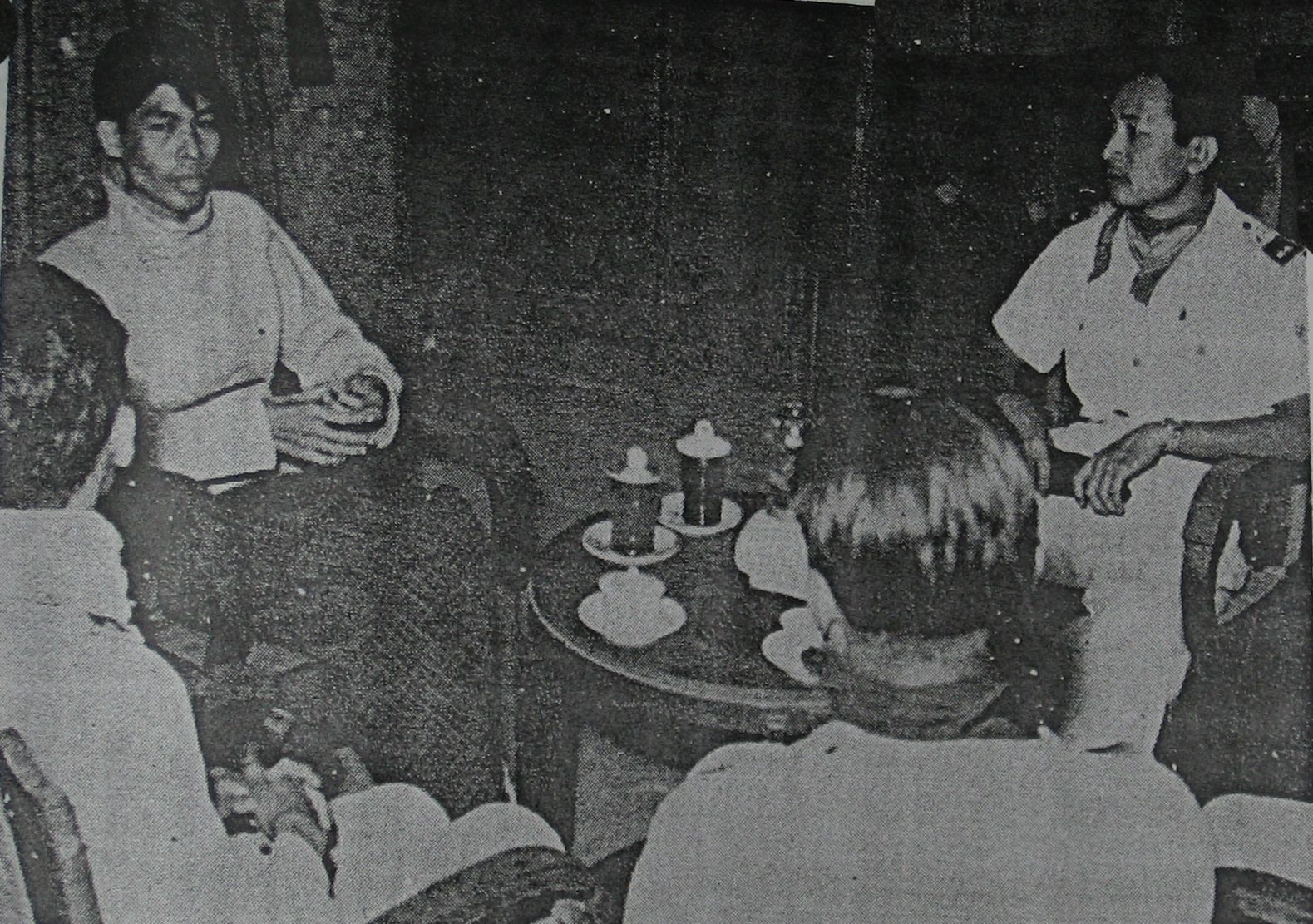
Судирман (слева) беседует с подполковником Сухарто в Собо

Под давлением ООН Нидерланды согласились возобновить переговоры с Индонезией, которые завершились в июне 1949 года подписанием двух соглашений, известных как соглашения Рума - Ван Ройена — по имени подписавших их министров иностранных дел Индонезии и Нидерландов Мохаммада Рума и Хермана ван Ройена . По условиям этих соглашений стороны прекращали боевые действия; Нидерланды обязывались освободить всех военнопленных и вернуть Джокьякарту Индонезии. Устанавливалось, что в ближайшее время в Гааге будет созвана конференция круглого стола, на которой будет решён вопрос о признании независимости Индонезии. В конце июня начался вывод голландских войск с захваченных территорий, и уже в начале июля правительство Индонезии вернулось в Джокьякарту. Сукарно, вернувшийся к исполнению обязанностей президента, приказал Судирману также прибыть в Джокьякарту, обещав предоставить ему помощь врачей, однако Судирман, недовольный соглашениями, отказался. Он считал, что соглашения были заключены в самый неподходящий момент, когда НАИ была способна нанести голландцам полное поражение. Он согласился приехать только после того, как получил письмо — по разным источникам, его отправителем был либо Хаменгкубувоно IX, либо близкий друг Судирмана генерал Гатот Суброто. 10 июля Судирман вернулся в Джокьякарту; его тепло приветствовали как простые жители города, так и представители политической элиты. Журналист Росихан Анвар писал в 1973 году, что «Судирман был вынужден вернуться в Джокьякарту, чтобы опровергнуть слухи о расколе среди высших руководителей республики».

## Жизнь в послевоенное время и смерть

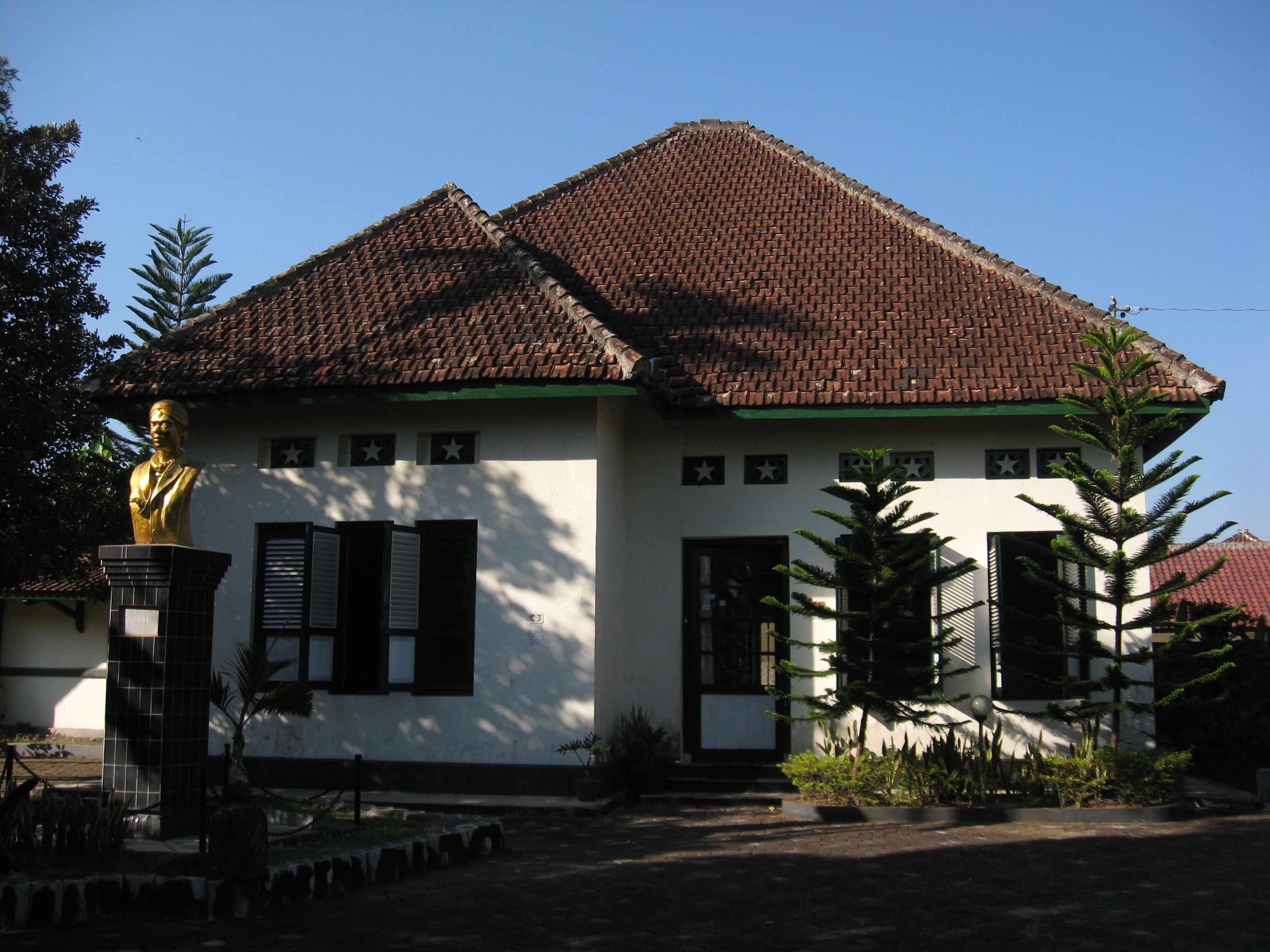
Дом в Магеланге, в котором скончался Судирман

В начале августа 1949 года Судирман попытался убедить Сукарно продолжить войну против голландцев с целью полного их изгнания с индонезийской территории, но президент отказался. Судирман пригрозил Сукарно, что уйдёт в отставку, обвинив руководство страны в том, что оно допустило его заболевание туберкулёзом и смерть Урипа в ноябре 1948 года. В ответ Сукарно пригрозил своей отставкой; понимая, что такой шаг президента приведёт к дестабилизации положения в стране, Судирман согласился не покидать свой пост и принять соглашения Рума — ван Ройена. 11 августа 1949 года они вступили в силу.
К концу 1949 года состояние Судирмана резко ухудшилось; из-за обострившегося туберкулёза он был вновь помещён в больницу Панти Рапих, позже его перевели в санаторий недалеко от деревни Пакем (индон. Pakem). В декабре ему разрешили вернуться в свой дом в Магеланге. После того как 27 декабря 1949 года была провозглашена Республика Соединённые Штаты Индонезии — федеративное государство, созданное по итогам Гаагской конференции круглого стола, Судирман был утверждён в качестве главнокомандующего вооружёнными силами нового государства. В течение всего времени лечения он крайне редко появлялся на публике.

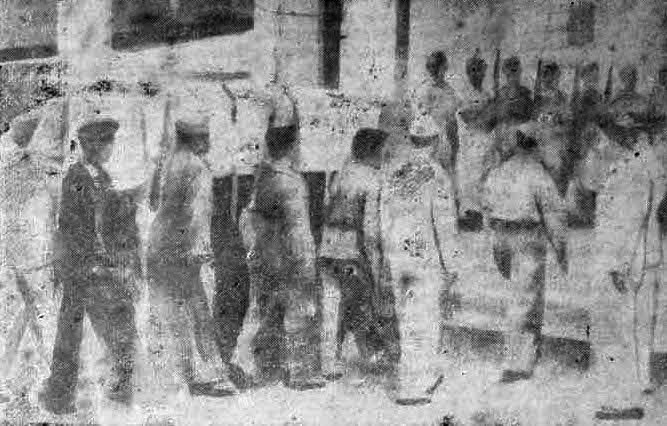
Похороны Судирмана

В 18:30 29 января 1950 года Судирман скончался в своём доме в Магеланге. После того как по радио прозвучало специальное сообщение о его смерти, дом Судирмана стал объектом паломничества для множества людей; среди посетителей был и весь личный состав 9-й бригады НАИ, расквартированной неподалёку. Утром 30 января тело Судирмана было доставлено в Джокьякарту для похорон. Похоронный конвой, организованный силами 9-й бригады, включал восемьдесят автомобилей; во главе его шли четыре танка. На всём пути следования его сопровождали тысячи людей, желавших проститься с покойным главнокомандующим. Во второй половине дня в соборной мечети Джокьякарты состоялась церемония прощания, в которой приняли участие многочисленные представители государственного и военного руководства Индонезии, в том числе премьер-министр Абдул Халим, министр обороны Хаменгкубувоно IX, министр здравоохранения Йоханнес Леймена, министр юстиции Абдул Гафар Прингодиджо, министр информации Арнольд Мононуту, начальник штаба ВВС Сурьяди Сурьядарма, правитель княжества Пакуаламан Паку Алам VIII и Сухарто. Церемония завершилась 24-пушечным салютом. Затем гроб с телом Судирмана пронесли 2 километра до Кладбища героев Кусуманегара, где после ещё одного пушечного салюта он был похоронен рядом с Урипом Сумохарджо. Жена Судирмана первой бросила горсть земли в его могилу, затем по горсти земли в могилу бросили присутствовавшие на похоронах представители властей. Постановлением правительства Судирману было посмертно присвоено звание полного генерала; этим же решением в знак траура по всей стране были приспущены флаги. После смерти Судирмана Сукарно решил не назначать нового главнокомандующего, а упразднить эту должность и передать полномочия главкома начальнику штаба армии — на эту должность был назначен генерал-майор Тахи Бонар Симатупанг. В конце 1950 года были опубликованы мемуары Судирмана, а в 1970-е годы — издан сборник его речей.

## Память

### Оценки личности

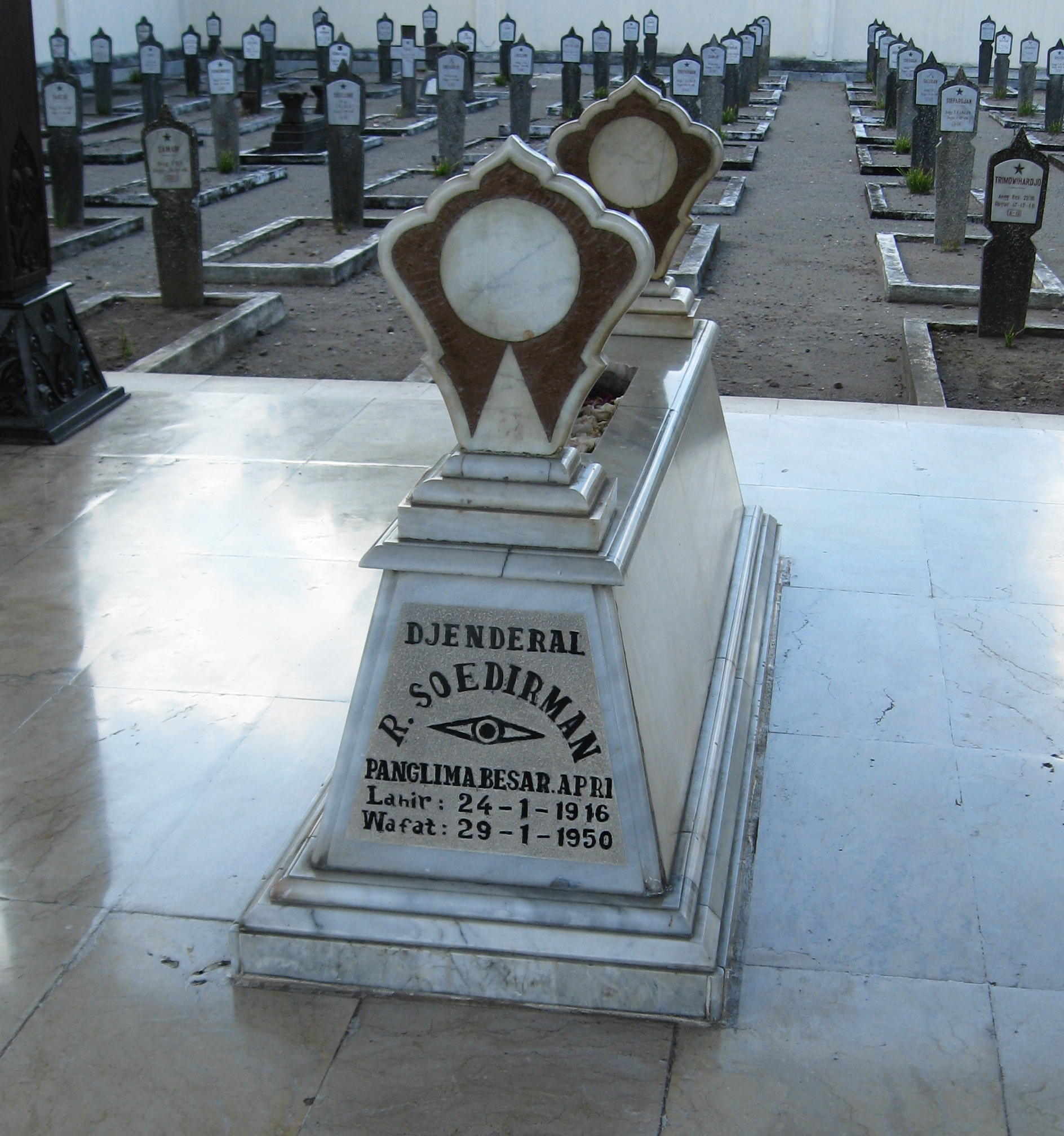
Могила Судирмана на Кладбище героев Кусуманегара в Джокьякарте

Вскоре после смерти Судирмана в джокьякартской ежедневной газете Kedaulatan Rakyat («Суверенитет народа») был опубликован некролог, в котором говорилось, что Индонезия потеряла «честного и храброго героя» (индон. ... seorang pahlawan jang djudjur dan berani). Паку Алам VIII в интервью национальному информационному агентству Антара заявил, что все индонезийцы вообще и военные в частности «потеряли отца, заслуги которого перед Родиной неисчислимы» (индон. … seluruh rakjat Indonesia umumnja dan angkatan perang chususnja, kehilangan seorang bapak jg tidak ternilai djasa2nja kepada tanah air ...). Мусульманский лидер Хаджи Абдул Малик Карим Амрулла, известный также как Хамка, вскоре после смерти Судирмана описывал его как «символ пробуждения духа индонезийского героизма» (индон. ... lambang dari kebangunan djiwa pahlawan Indonesia), а мусульманский политический деятель Мухаммад Иса Аншари описывал Судирмана как «сына революции, рождённого революцией и взращённого революцией» (индон. Putera revolusi, karena dia lahir dalam revolusi, dan dibesarkan oleh revolusi). В одном из своих выступлений по радио Мохаммад Хатта описал Судирмана как человека, которого было трудно контролировать, но который, однако, обладал трезвым мышлением и всегда ставил интересы страны превыше личных. Хатта отметил, что Судирман в большинстве случаев подчинялся приказам руководства страны — даже тогда, когда считал эти приказы ошибочными. Среди оценок, данных Судирману разными людьми, были и отрицательные — так, Хаменгкубувоно IX вспоминал, что Абдул Харис Насутион и Тахи Бонар Симатупанг были недовольны низким происхождением Судирмана и отсутствием у него военного образования.
В современной Индонезии личность Судирмана оценивается в основном положительно. Так, профессор истории Джокьякартского государственного университета Сардиман (индон. Sardiman) описывает Судирмана как живого, преданного своего делу и неподкупного лидера, обладавшего большим ораторским талантом — в последнем качестве он сравнивает его с Сукарно. Индонезийский историк и бывший министр образования и культуры Нугрохо Нотосусанто называет Судирмана «своим единственным кумиром», весьма положительно оценивая роль главнокомандующего в партизанской войне против голландцев. Вообще в большинстве биографий Судирмана периоду партизанской войны отводится наиболее значимая роль — так как считается, что в этот период армия обладала большей властью в стране, чем политическое руководство, большей частью находившееся в изгнании. Кэтрин Макгрегор (англ. Katharine McGregor) из Мельбурнского университета пишет, что в индонезийских вооружённых силах Судирман почитался подобно святому.

### Увековечивание памяти

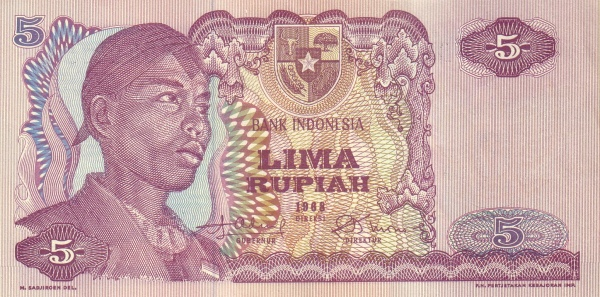
Банкнота достоинством в 5 рупий с портретом Судирмана, выпущенная в 1968 году

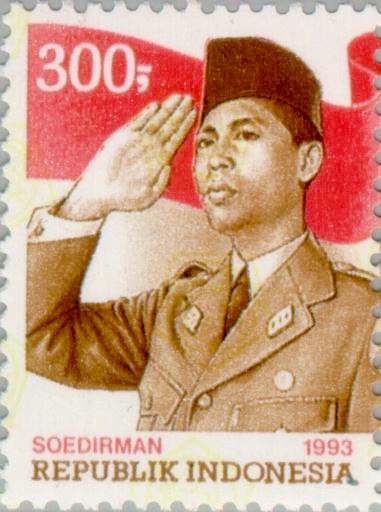
Марка Индонезии с портретом Судирмана, выпущенная в 1993 году

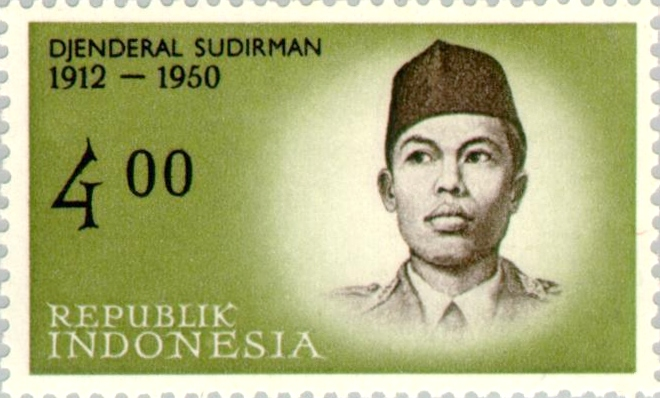
Марка Индонезии с портретом Судирмана, выпущенная в 1961 году

Судирман был посмертно награждён несколькими государственными наградами, в том числе орденом «Звезда Республики Индонезии» (индон. Bintang Republik Indonesia) 1-й и 2-й степени, орденом «Священная звезда» (индон. Bintang Sakti), орденом «Партизанская звезда» (индон. Bintang Gerilya), орденом «Звезда Махапутра» (индон. Bintang Mahaputera) 1-й  и 4-й степени. 10 декабря 1964 года указом президента № 314 от 1964 года Судирман, одновременно с Урипом Сумохарджо, был провозглашён Национальным героем Индонезии. В 1997 году Судирману было посмертно присвоено звание «большого генерала».
По мнению Кэтрин Макгрегор, образ Судирмана после его смерти стал активно использоваться в военно-политической пропаганде как образец лидерства. Начиная с 1968 года его портрет неизменно помещается на банкнотах национальной валюты — индонезийской рупии. Судирман является одним из основных персонажей нескольких индонезийских военных фильмов — таких как, например, Janur Kuning (Жёлтые кокосовые листья; 1980) и Serangan Fajar (Атака на рассвете; 1982).
Жизни и деятельности Судирмано посвящено множество музеев. В его родном доме был открыт Музей Судирмана (индон. Museum Sudirman), а в доме, в котором он жил в Джокьякарте, — Музей верховного главнокомандующего генерала Судирмана «Сасмиталока». 18 мая 1967 года в Магеланге, в доме, где он умер, был открыт ещё один Музей Судирмана (индон. Museum Sudirman). Во многих других музеях, в том числе в Монументе возвращения Джокьякарты и главном музее вооружённых сил Сатриямандала, есть залы, посвящённые первому главнокомандующему индонезийской армией. В честь Судирмана названо множество улиц в разных городах Индонезии, в том числе одна из основных улиц Джакарты. Существует множество статуй и памятников, увековечивающих Судирмана. Также в честь него назван Университет генерала Судирмана в Пурвокерто, основанный в 1963 году.
Начиная с 1970-х годов все курсанты военных училищ проходят 100-километровый маршрут, обычно называемый паломничеством, в память о многодневных переходах, совершённых Судирманом во время партизанской войны. Могила Судирмана также является объектом паломничества.